# Euphaea opaca
Euphaea opaca är en trollsländeart som beskrevs av Selys 1853. Euphaea opaca ingår i släktet Euphaea och familjen Euphaeidae. Inga underarter finns listade i Catalogue of Life.